# Костромка (Херсонская область)
Костромка (укр. Костромка) — село в Великоалександровской поселковой общине Бериславского района Херсонской области Украины.
Почтовый индекс — 74121. Телефонный код — 5532. Код КОАТУУ — 6520981504.

## Население
Население по переписи 2001 года составляло 181 человек.

### Языковой состав
Родной язык населения по данным переписи 2001 года:
| Язык       | Численность, чел. | Доля     |
| ---------- | ----------------- | -------- |
| Украинский | 173               | 95,58 %  |
| Русский    | 6                 | 3,31 %   |
| Молдавский | 2                 | 1,11 %   |
| Итого      | 181               | 100,00 % |

## Местный совет
74121, Херсонская обл., Великоалександровский р-н, с. Брускинское, ул. Первомайская, 7